# Gerrit Schulte
Gerardus Bernardus "Gerrit" Schulte (7 de janeiro de 1916 — 26 de fevereiro de 1992) foi um ciclista de estrada e pista profissional holandês que representou os Países Baixos nos Jogos Olímpicos de Verão de 1936.
Foi bem-sucedido no ciclismo de estrada, tornando-se campeão nacional três vezes e vencendo uma etapa do Tour de France 1993.